# Ernst Johann Herring

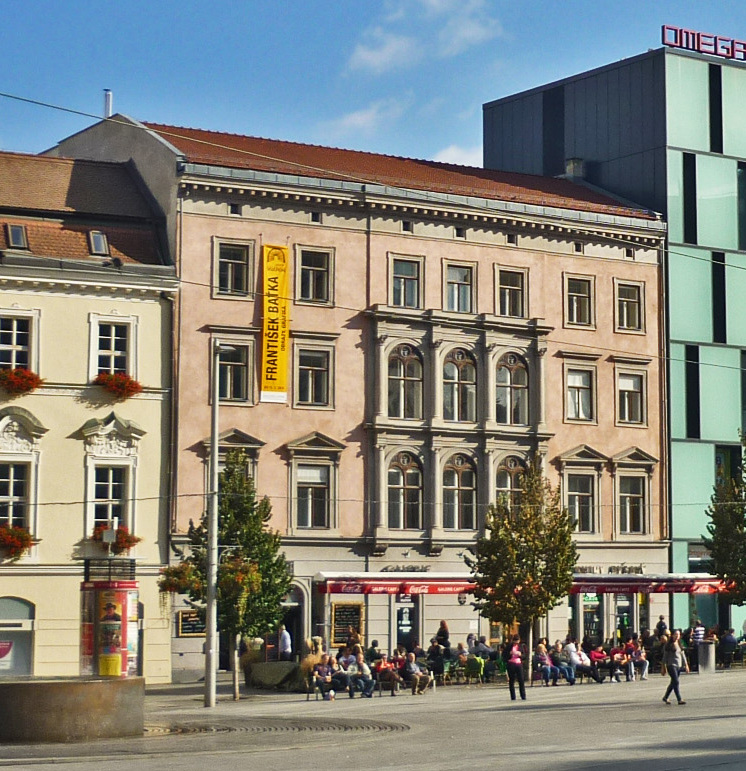
Herringův palác

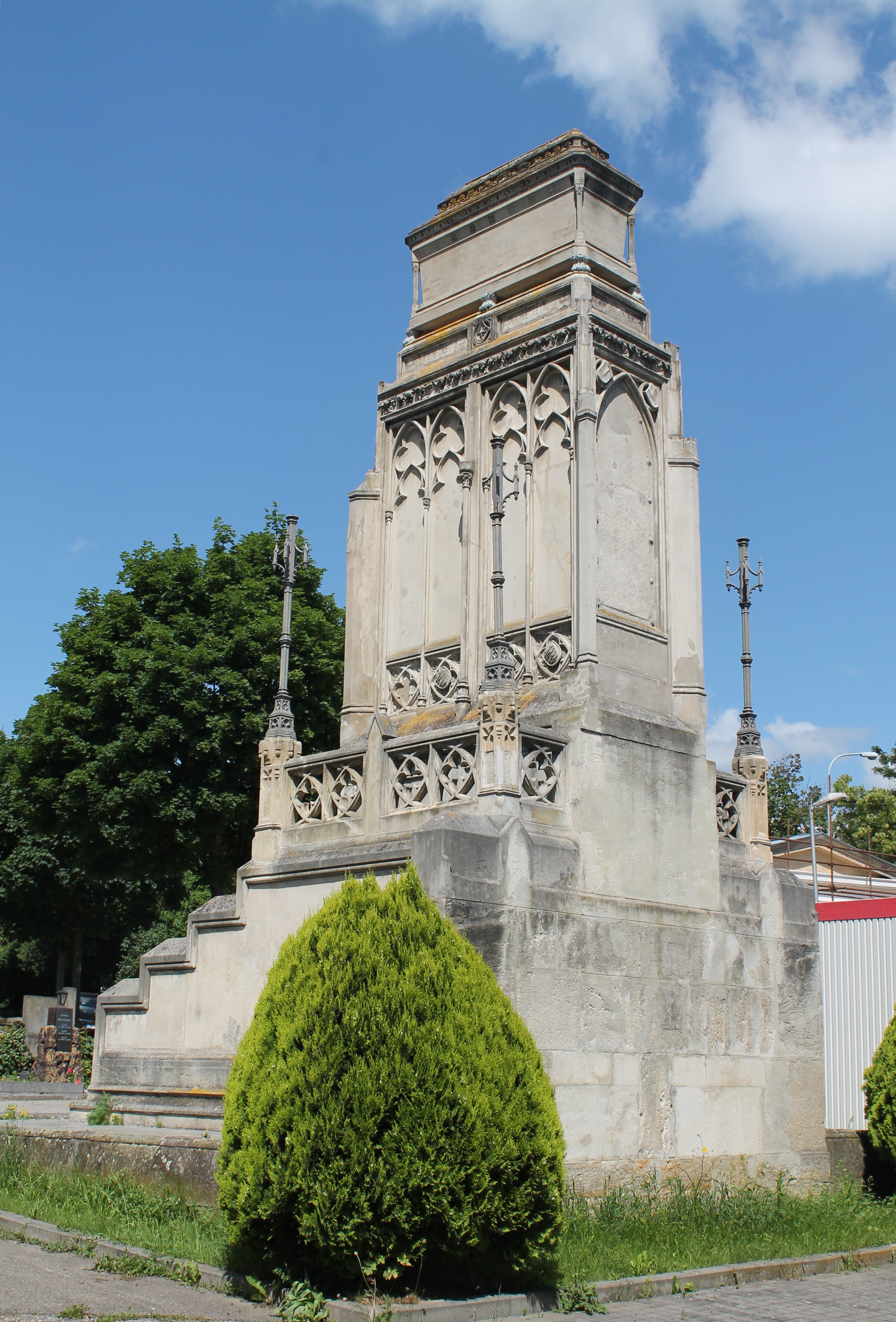
Hrobka rodiny Herringů, Ústřední hřbitov v Brně (přesunuta sem ze starého městského hřbitova roku 1892)

Ernst Johann von Herring-Frankensdorf, též Arnošt Herring (17. října 1816 Tennenlohe – 31. října 1871 Brno), byl rakouský podnikatel a politik německé národnosti z Moravy; poslanec Moravského zemského sněmu.

## Biografie
Narodil se v Tennenlohe u Norimberku. Po otcově smrti přišel do Brna na pozvání svého brněnského strýce Jana rytíře Herringa (1758–1836), který ho adoptoval. Podnikl několik studijních cest po Evropě. V roce 1836 se stal dědicem strýcova majetku (asi 300 000 zlatých konvenční měny, rozestavěný dům v Brně, panství Habrovany včetně zámku). 
Založil vlastní obchodní dům, který obchodoval zejména s indigem a šampaňským vínem. Podílel se taky na zakládání brněnské plynárny.
Podílel se na činnosti brněnské filiálky Rakouské národní banky a brněnského obchodního spolku. Organizoval rakouskou účast na světových výstavách v Paříži, Mnichově a Londýně.
V roce 1851 inicioval založení moravské tkalcovské školy - pro její vydržování zřídil fond a roku 1866 přispěl k vystavění nové budovy, zasáhl do rozvoje moravského úvěrového peněžnictví (stál u zrodu Brněnské diskontní pokladny a v roce 1862 u vzniku Moravské eskontní banky).
Finančními prostředky se také podílel na zkrášlení města Brna, vybudování sirotčince, ústavu slepců atd. Podle údajů z roku 1864 působil jako velkoobchodník. Měl rytířský titul. Ten mu byl udělen v prosinci 1849 a zároveň získal Císařský rakouský řád Leopoldův. Od října 1867 byl svobodný pán (baron)  s predikátem "von Frankensdorf" erbem a heslem Laborando libertatem (Prací ke svobodě). 16 let byl prezidentem brněnské obchodní a živnostenské komory. Získal a provozoval uhelné doly v Rosicko-oslavanské uhelné pánvi (Důl Herring), podílel se na zakládání železárenského podniku v Božím Požehnání u Rosic (Zastávka u Brna) a brněnsko-rosické dráhy, jejímž ředitelem byl.
Zapojil se i do vysoké politiky. V zemských volbách 1861 se stal poslancem Moravského zemského sněmu, za kurii obchodních a živnostenských komor, obvod Brno. Mandát zde obhájil v zemských volbách v lednu 1867 i zemských volbách v březnu 1867. Rezignoval 1. dubna 1867, později ale zasedl za kurii velkostatkářkou, II. sbor. Za ni byl opětovně zvolen i v zemských volbách 1870. Byl předsedou sněmovního finančního výboru.
Od ledna 1869 zasedal i jako doživotní člen Panské sněmovny (nevolená horní komora Říšské rady).
Bydlel v Brně na Náměstí Svobody č. 8 v Herringově paláci.
Zemřel v říjnu 1871 ve věku 55 let. Příčinou úmrtí byla mrtvice. Tělo bylo pak uloženo v rodinné hrobce na starém brněnském městském hřbitově. Novogotickou stavbu navrhl architekt Josef Fuss, stavbu realizoval Franz Praster z Vídně. Ten byl roku 1883 zrušen a celá hrobka byla roku 1892 přesunuta na Ústřední hřbitov v Brně.